# Diocesi di Tiflis
La diocesi di Tiflis (in latino Dioecesis Tephlisensis seu Tiphlitana) è una sede soppressa e sede titolare soppressa della Chiesa cattolica.

## Storia
Fin dalla prima metà del XIII secolo il papato, grazie alla mediazione dei francescani e dei domenicani, dopo lunghi secoli aveva ripreso il contatto con l'Oriente cristiano. Nel 1265 veniva aperto un convento di Domenicani in Cilicia. In precedenza, papa Gregorio IX (1227-1241) aveva inviato otto domenicani in Georgia cui seguirono scambi epistolari di cortesia tra il papato e i regnanti georgiani.
In questo contesto, il 1º aprile 1318 papa Giovanni XXII eresse l'arcidiocesi di Soltaniyeh, a cui il papa affiancò sei vescovi suffraganei. Grazie all'opera di evangelizzazione dei Domenicani, con lettera del 9 agosto 1329 il medesimo papa eresse la diocesi di Tiflis (chiamata Tefelicensis o Tephelicensis), suffraganea di Soltaniyeh, e il 7 febbraio 1330 vi nominò come primo vescovo Giovanni da Firenze, che era uno dei compagni di Bartolomeo il piccolo, vescovo di Maragheh e fondatore dell'ordine dei Domenicani armeni uniti.
È presumibile che questa diocesi, come le altre contestualmente erette da Giovanni XXII nel Caucaso, sia stata spazzata via dalle incursioni e distruzioni apportate da Tamerlano alla fine del XIV secolo. Di certo il terzo vescovo noto, Bertramo, è menzionato come vescovo ausiliare di Worms nel 1365, e i suoi successori risultano essere vescovi in partibus. Tra questi vi sono quattro vescovi ausiliari di Paderborn: Vuyst, Yumminck, Engel e Schneider.
Nella seconda metà del XVIII secolo il titolo ricompare negli atti pontifici, dopo oltre due secoli di sede vacante, come Tephlisensis seu Tiphlitana ed è considerato come arcidiocesi metropolitana.
Il titolo di Tiflis, che appare ancora nell'Annuario Pontificio del 1862, è stato in seguito soppresso.
Tblisi è oggi sede dell'amministrazione apostolica del Caucaso dei Latini.

## Cronotassi

### Vescovi residenti
- Giovanni da Firenze, O.P. † (7 febbraio 1330 - ? deceduto)
- Bertrando, O.P. † (28 gennaio 1349 - 8 giugno 1355 nominato vescovo di Ampurias)

### Vescovi titolari
- Bertramo, O.P. † (12 aprile 1356 - 21 gennaio 1387 deceduto)
  - Enrico Ratz, O.F.M. † (30 marzo 1382 - dopo il 28 gennaio 1406) (obbedienza avignonese)
- Leonardo da Villaco, O.P. † (15 marzo 1391 - ? deceduto)
- Eberardo, O.P. † (4 ottobre 1413 - ?)
- Giovanni † (? - ? deceduto)
- Giovanni di San Michele, O.P. † (19 dicembre 1425 - ?)
- Alessandro, O.P. † (circa 1450 - ?)
- Enrico † (? - circa 1462 deceduto)
- Heinrich Vuyst, O.F.M. † (31 dicembre 1462 - 1468 deceduto)
- Johannes Yumminck, O.E.S.A. † (10 luglio 1469 - 18 aprile 1493 deceduto)
- Albert Engel, O.F.M. † (18 aprile 1493 - 18 novembre 1500 deceduto)
- Johannes Schneider, O.F.M. † (19 aprile 1507 - 27 marzo 1551 deceduto)
- Stefano Autandil † (24 maggio 1785 - 6 dicembre 1794 deceduto)